# Desideria, el anillo del dragón
Desideria, el anillo del dragón es una película de 1994 hecha para la televisión.

## Sinopsis
Un temido rey medieval lleva en su mano un anillo con la forma de un dragón que simboliza su poder. El monarca tiene una hija llamada Desideria. Tras regresar de uno de sus viajes, el rey lleva al castillo un bebé que ha sido criado por lobos. Desideria, al hacerse mayor, se enamora de Victor, el jefe de un grupo de rebeldes que ha sido capturado.

## Reparto
- Anna Falchi es la Princesa Desideria.
- Franco Nero es el Rey.
- Sophie von Kessel es la Princesa Selvaggia.
- Joel Beeson es el Príncipe Víctor.
- Billie Zöckler es la nodriza de Desideria.
- Ute Christensen es la Reina.
- Karel Roden es el Príncipe Lisandro.
- Stefania Sandrelli es la Dama del Lago.
- Marek Vasut es el Rey Karl.
- Oldrich Bartik es el hombre mayor.
- Nikol Stíbrová es la Princesa Desideria con 5 años.
- Zuzana Rybárová es la Princesa Desideria con 10 años.
- Katarina Litomericka es la Princesa Selvaggia con 8 años.
- Johan Kolinsky es el Príncipe Víctor con 6 años.
- Vladimir 'Furdo' Furdik es el Príncipe Segismundo.
- Stanislav Satko es el Príncipe Merlik.
- Lubomir Misak es el Príncipe Parcel.

## Enlaces
- IMDb

- Datos: Q644001